# Backyard festival
Backyard Festival is een festival voor alternatieve muziek in België. Het vindt jaarlijks plaats in het begin van september in de Kempense plaats Merksplas. De eerste editie was in 2017.
De eerste keren vond het festival plaats naast Eetkaffee In 't Hofke. Na een pauze wegens de coronapandemie vond in 2022 een editie plaats aan Koekhoven.
In 2023 verhuisde het festival naar de Open Schuren te Merksplas-Kolonie. Op de woensdag voorafgaand aan het festivalweekend werd in de nabijgelegen gevangenis een kleinschalig festival georganiseerd onder de naam Inyard, speciaal bedoeld voor de geïnterneerden.